# Nipponotusukuru
Nipponotusukuru és un gènere d'aranyes araneomorfes de la subfamília Erigoninae, dins de la família Linyphiidae. Es pot trobar al Japó.
Fou descrit per primera vegada per H. Saito i H. Ono l'any 2001.

## Llista d'espècies
Segons The World Spider Catalog 12.0:
- Nipponotusukuru enzanensis Saito & Ono, 2001 (Espècie tipus)
- Nipponotusukuru spiniger Saito & Ono, 2001